# Peter Sterling

a Compétitions nationales et continentales officielles uniquement.

b Matchs officiels uniquement.
Peter Sterling, né le 16 juin 1960 à Toowoomba, est un ancien joueur de rugby à XIII australien évoluant au poste de demi de mêlée au dans les années 1970, 1980 et 1990. Il occupe aujourd'hui le rôle de consultant sportif pour la télévision. Au cours de sa carrière, il a été sélectionné au sein de l'équipe d'Australie et aux New South Wales Blues pour le State of Origin. Il a remporté au sein des Parramatta Eels quatre New South Wales Rugby League (1981, 1982, 1983 et 1986). Il est introduit au temple de la renommée du rugby à XIII australien.

## Palmarès
Individuel : 
- - Élu Golden Boot  : 1987.